# Haerst
Haerst (Sallands: (H)aorste, Zwols: Öörst ([œːʀst]). is een buurtschap in de gemeente Zwolle en Zwartewaterland. Met de aangrenzende buurtschappen Langenholte en Brinkhoek vormt het de Zwolse wijk Vechtlanden. Haerst ligt in het Vechtdal en heeft ongeveer 250 inwoners, vooral agrariërs.

## Geschiedenis
In 1381-1383 wordt Haerst vermeld als Haerste, in 1665 als Haerst. De naam wordt wel opgevat als haar-sete, een nederzetting bij een haar (zandige rug), maar is eerder een variant van horst (begroeide hoogte).
In Haerst werden diverse havezaten gebouwd, zoals Den Ordel, Den Doorn en Haerst.
In 1988 en 1989 zijn in een zandwinning in deze plaats resten (vuistbijl) gevonden die de aanwezigheid van neanderthalers bewijzen. Nergens in Salland zijn oudere sporen van menselijke aanwezigheid gevonden. Vroeger was het moerassig en stond het gebied in de winter nog wel eens onder water in de zomer graasde er het vee. Met de komst van gemaal Streukelerzijl en de Afsluitdijk in de jaren twintig en dertig verdween het moerassige landschap.
Waar de Doornweg loopt is de bodem zanderig (dekzandrug), maar richting de Steenwetering (Haersterbroek) en Hasselt wordt de grond meer en meer venig.

## Bezienswaardigheden
- Graf van Lepejou
- Kasteel Den Doorn
- Huize Arninchem
- Haersterveer

Stad: Zwolle  
Dorp: Windesheim

Buurtschappen: Berkum · Brinkhoek · Bruggenhoek · Frankhuis · Haerst · Harculo · Herfte · Hoog Zuthem · Katerveer · Langenholte · De Lichtmis (deels) · Oldeneel · Schelle · Spoolde · Veldhoek · Westenholte · Wijthmen · Zalné

Voormalige gemeenten: Zwollerkerspel · Nieuwleusen (deels)

Overijssel · Steden en dorpen in Overijssel      Nederland · Provincies · Gemeenten
Wijken: Aa-landen · Assendorp · Berkum · Binnenstad · Diezerpoort · Hanzeland · Holtenbroek · Ittersum · Kamperpoort-Veerallee · Marsweteringlanden · Poort van Zwolle · Schelle · Soestweteringlanden · Stadshagen · Vechtlanden · Westenholte · Wipstrik

Buurten: Aalanden-Midden · -Noord · -Oost · -Zuid · Bagijneweide · Berkum · Binnenstad-Noord · -Zuid · Bollebieste · Breecamp · Breezicht · Brinkhoek · De Tippe · Dieze-Centrum · Frankhuis · Gerenbroek · Gerenlanden · Geren · Haerst · Hanzeland · Harculo en Hoog-Zuthem · Herfte · Het Noorden · Hogenkamp · Holtenbroek I · II · III · IV · Indische Buurt · Ittersumerbroek · Ittersumerlanden · Kamperpoort  · Katerveer-Engelse Werk · Langenholte · Mastenbroek · Meppelerstraatweg-Zuid · Milligen · Nieuw-Assendorp · Noordereiland · Oldenelerbroek · Oldenelerlanden-Oost · -West · Oud-Assendorp · Oud-Westenholte · Oud Ittersum · Oud Schelle · Pierik · Schelle-Zuid en Oldeneel · Schellerbroek · Schellerhoek · Schellerlanden · Schildersbuurt · Schoonhorst · Spoolde · Stadsbroek · Stationsbuurt · Tolhuislanden · Veerallee · Veldhoek · Vreugderijk · Werkeren · Westenholte-Stins · Wezenlanden · Wijthmen · Windesheim · Wipstrik-Noord · -Zuid · Zwolle-Zuid

Bedrijventerreinen: Floresstraat · Hanzeland · Hessenpoort · Marslanden (-Noord · -Zuid) · Oosterenk · Voorst (Voorst-A · Voorst-B · Voorst-C) · Voorsterpoort · De Vrolijkheid